# Видолм (Алба)
Видолм (рум. Vidolm) насеље је у Румунији у округу Алба у општини Околиш. Општина се налази на надморској висини од 427 m.

## Становништво
Према подацима из 2002. године у насељу је живело 128 становника, од којих су сви румунске националности.